# Rađevo Selo
Rađevo Selo (en serbe cyrillique : Рађево Село) est un village de Serbie situé sur le territoire de la Ville de Valjevo, district de Kolubara. Au recensement de 2011, il comptait 991 habitants.

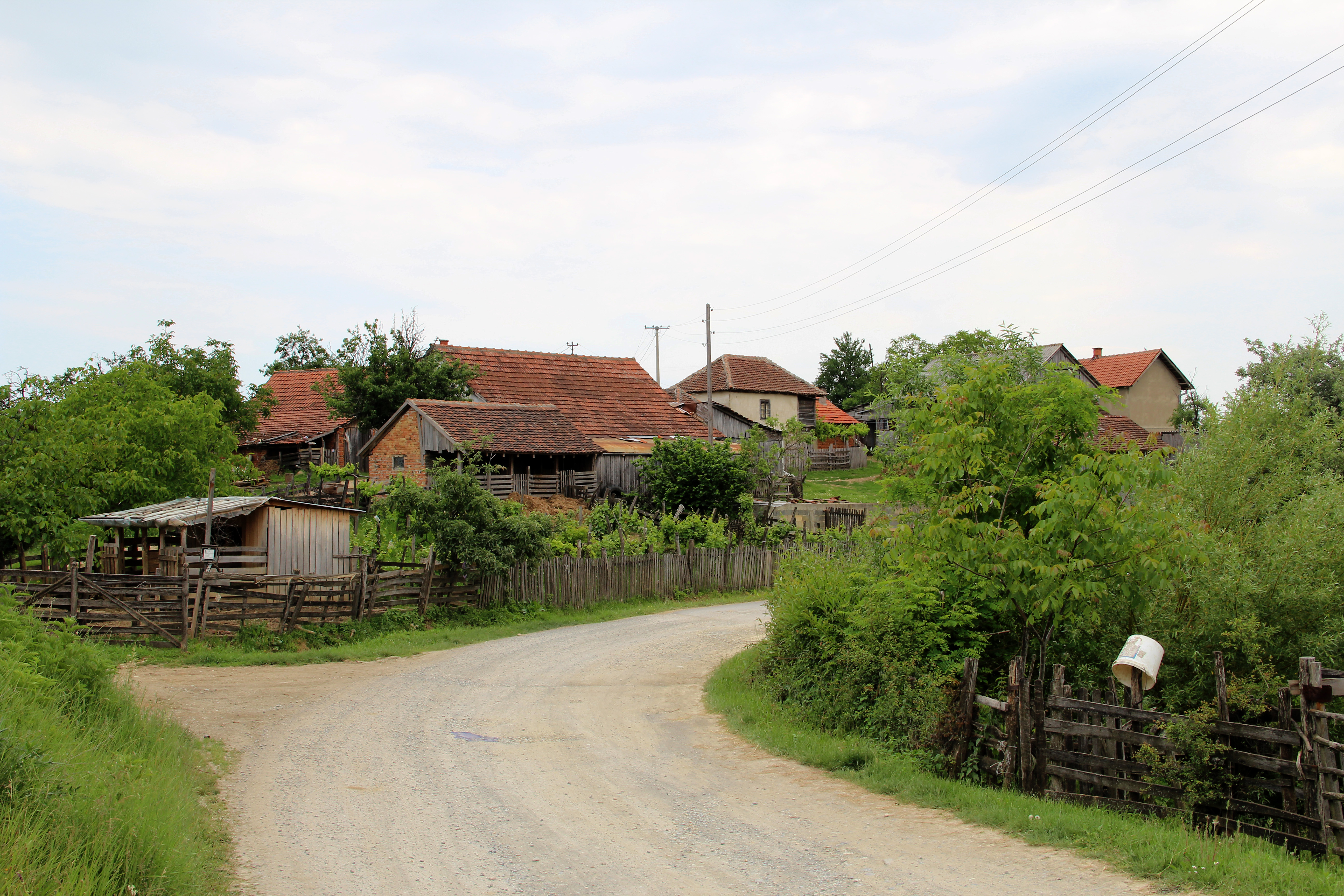
Radjevo Selo - panorama
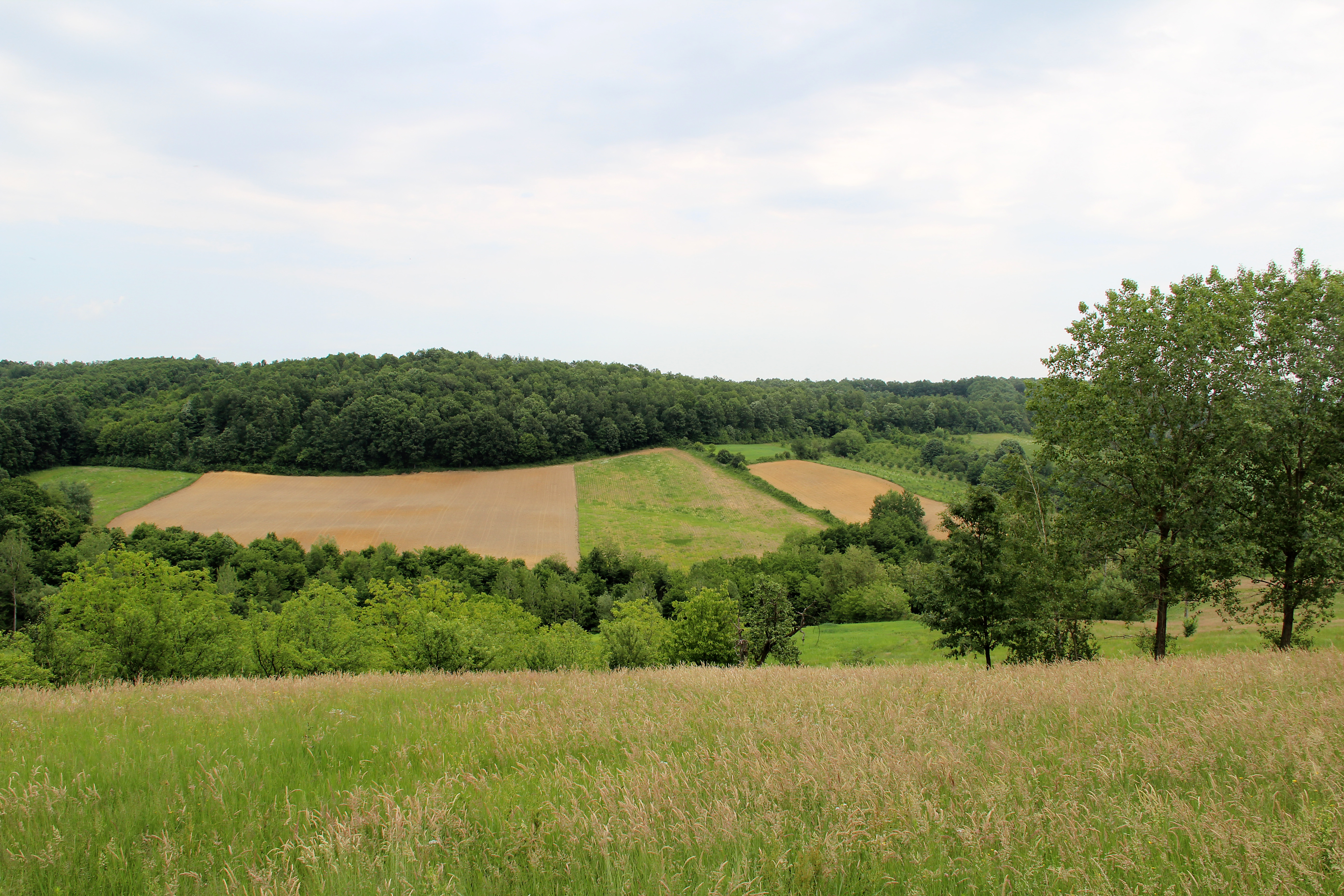
Radjevo Selo - panorama
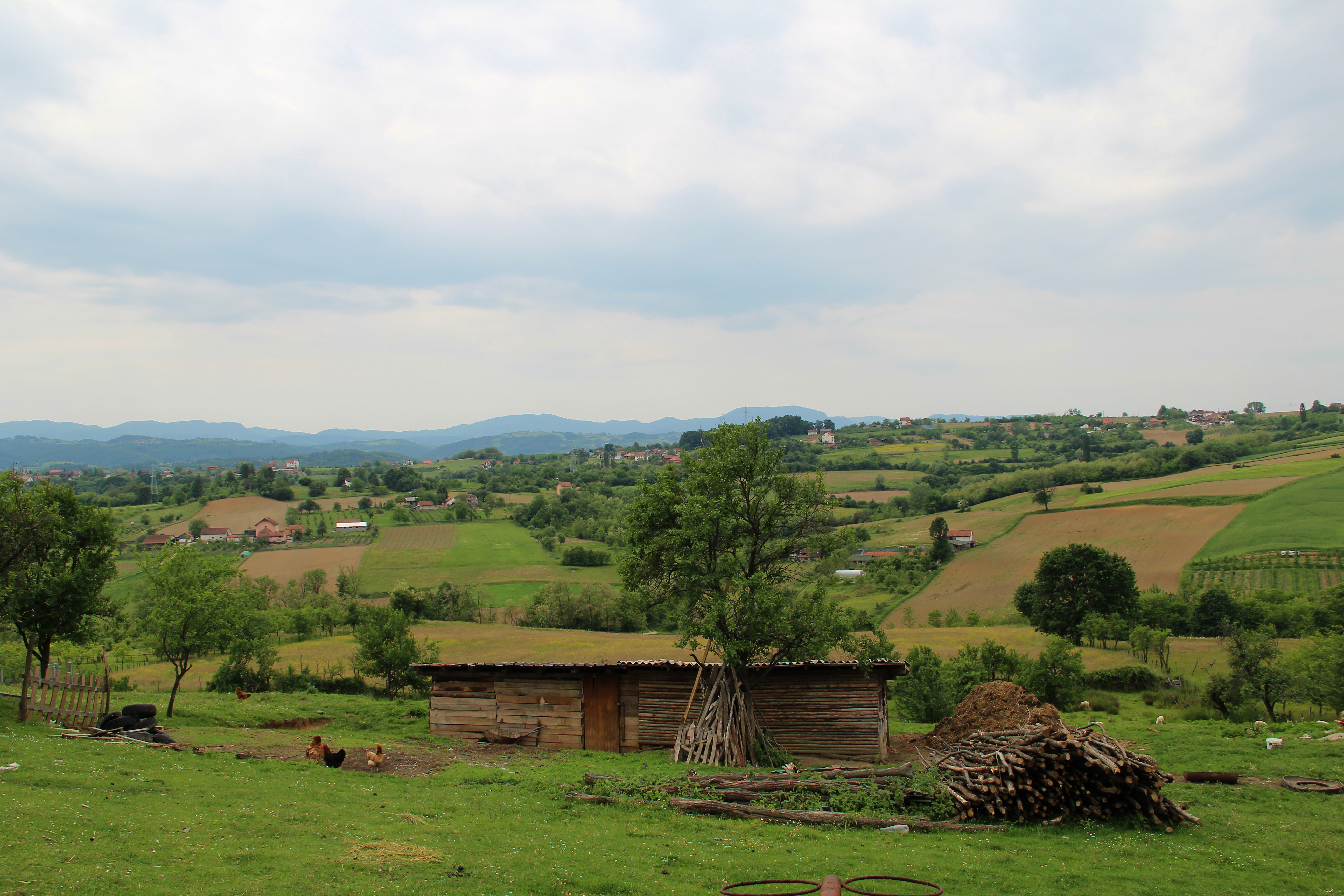
Radjevo Selo - panorama
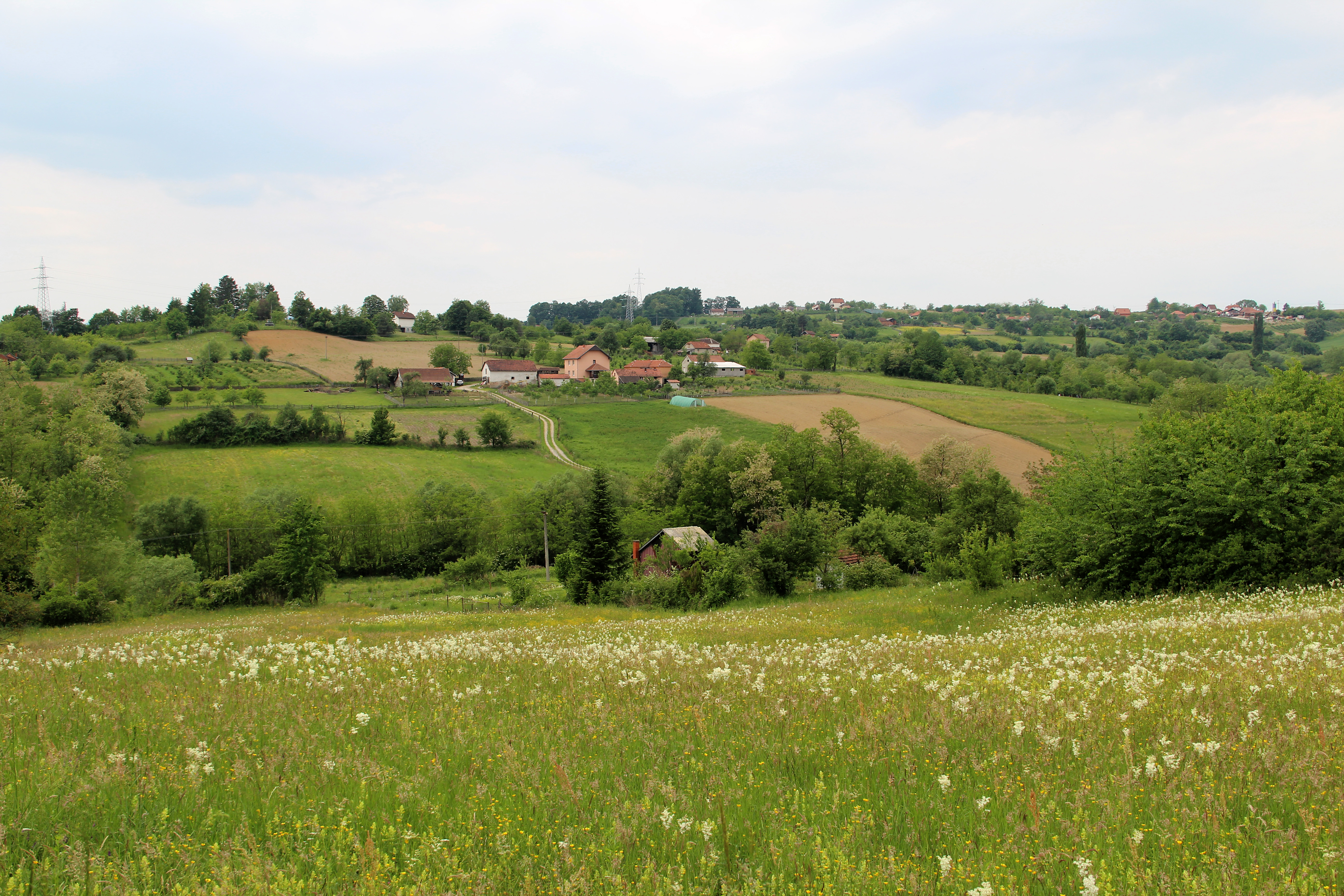
Radjevo Selo - panorama
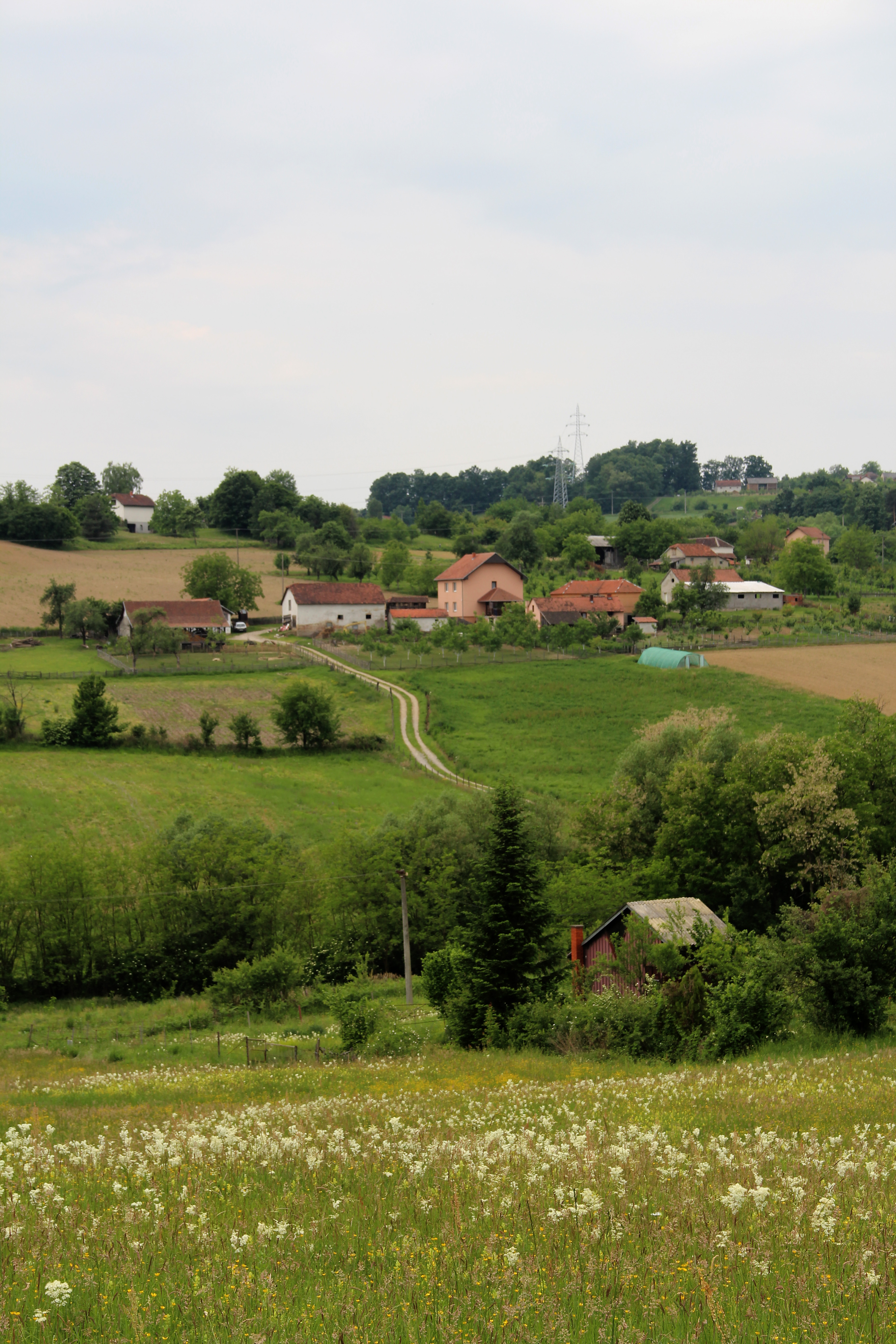
Radjevo Selo - panorama
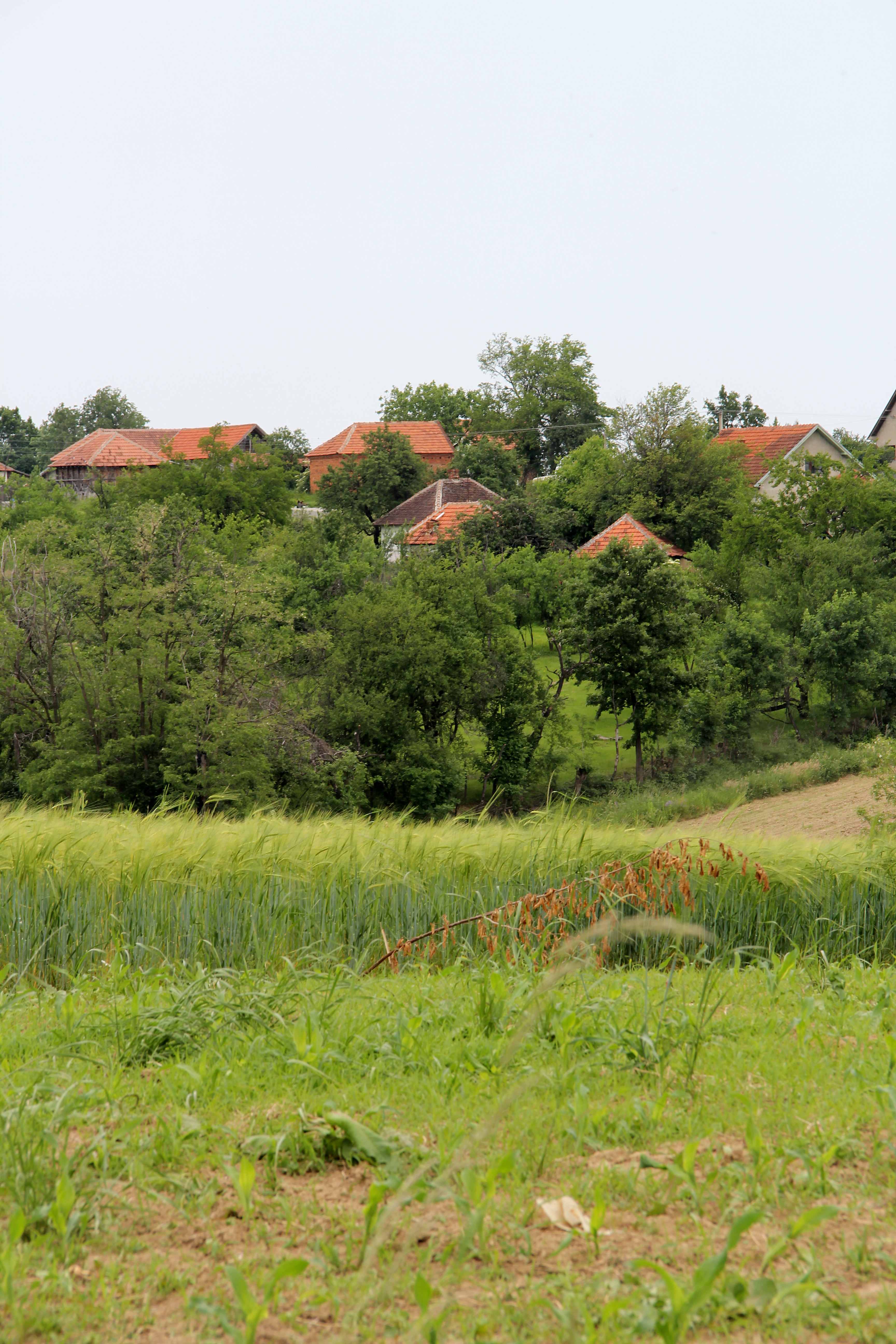
Radjevo Selo - panorama
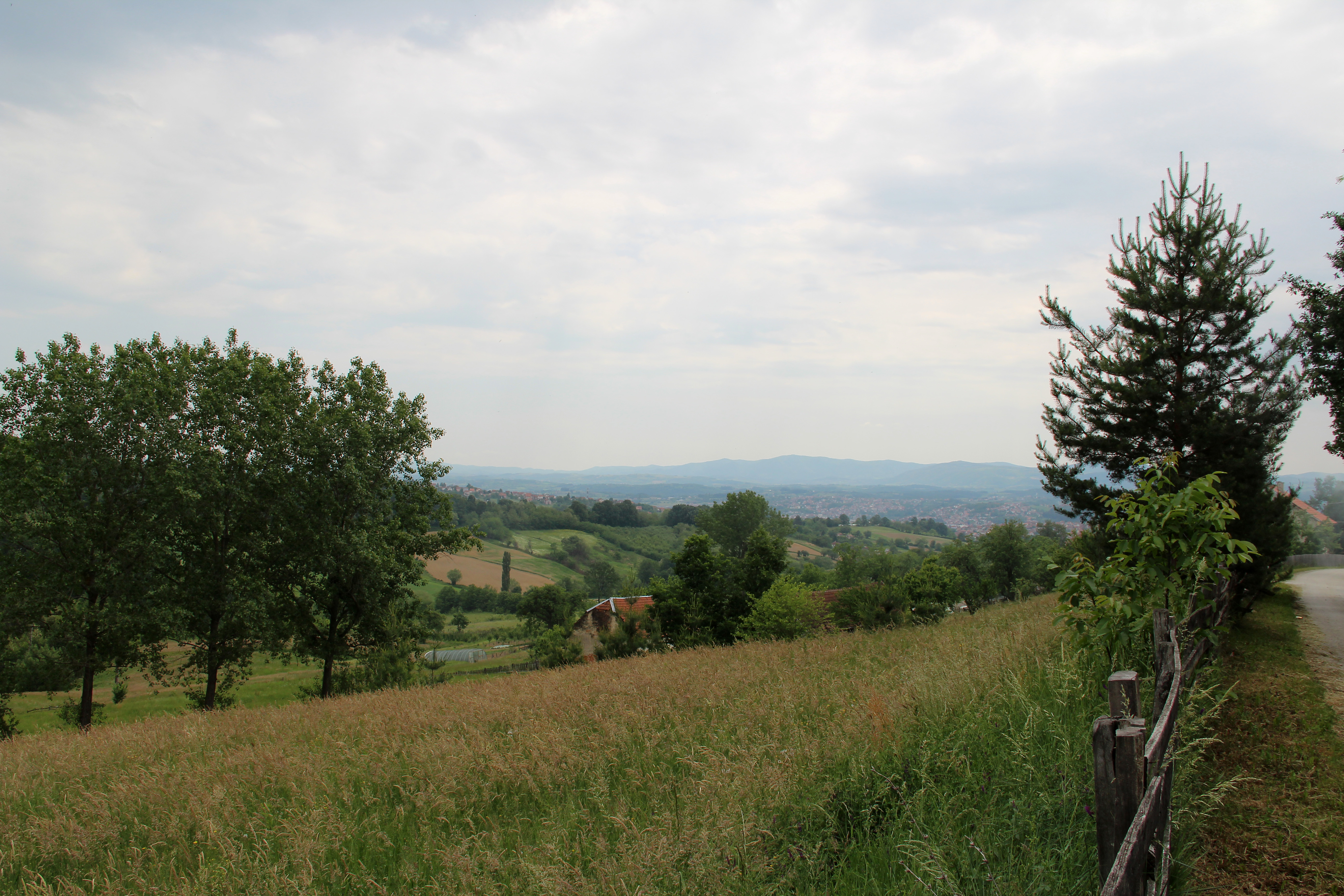
Radjevo Selo - panorama

## Démographie
| 1948 | 1953 | 1961 | 1971 | 1981 | 1991  | 2002 | 2011 |
| ---- | ---- | ---- | ---- | ---- | ----- | ---- | ---- |
| 530  | 662  | 645  | 683  | 898  | 1 432 | 929  | 991  |

|  |